# Crisis in the Kremlin
Crisis in the Kremlin é um jogo de simulação governamental de 1991, desenvolvido pela Spectrum Holobyte onde o jogador atua como Secretário-Geral do Partido Comunista da União Soviética de 1985 a 2017. O jogador assume o papel do reformista Mikhail Gorbachev, do nacionalista Boris Yeltsin, ou do linha-dura Yegor Ligachev. No decorrer do jogo, algumas piadas compiladas pela KGB são exibidas, demonstrando de forma bem-humorada as preocupações do povo soviético.[carece de fontes?]

## Recepção
Chuck Moss escreveu na revista Computer Gaming World, em 1992, que Crisis in the Kremlin foi tendencioso de uma forma que "leva o jogador para o estabelecimento de um mercado livre". O revisor afirmou que como "a reconstrução de um Reaganismo", ele concordou com os preconceitos, mas observou que Cuba e China eram exemplos de países que não realizaram reformas como a URSS e sobreviveram, escrevendo que "Isto distorce a veracidade do jogo desde o princípio". Moss criticou o controle detalhado que o jogador tem sobre a economia ("qual era o problema da URSS, em primeiro lugar!"), Sem qualquer forma de reduzir o controle e a ausência de conflitos políticos com os subordinados como em Hidden Agenda. Outro exemplo de irrealismo do jogo, segundo o revisor, seria de que ele era repetidamente incapaz de manter a URSS sobrevivendo além de 1988, quando emulando Gorbachev. Moss, no entanto, achou o jogo muito agradável ("Eu tenho jogado por dois meses e eu não estou de saco cheio") e aprovou seus gráficos. Ele concluiu que como um jogo digno de um gênero limitado, deveria ser elogiado.